# No2ID
No2ID (ang. Nie dla identyfikatorów) – kampania społeczna stworzona w 2004 roku przeciwko planom rządowi Wielkiej Brytanii dotyczącym wprowadzenia Brytyjskiej Narodowej Karty Identyfikacynej (UK ID Card) i związanego z nią Narodowego Rejestru Tożsamości. Rejestr ma być olbrzymią scentralizowaną bazą danych zawierającą wszelkie możliwe informacje na temat aktywności obywateli. Członkowie kampanii obawiają się masowej inwigilacji na niespotykaną dotychczas skalę oraz zagrożeń związanych z dostępem do bazy danych i z możliwych konsekwencji wykorzystania ich w złych celach, np. kradzieży tożsamości (zobacz też ).